# Roger Sessions
Roger Huntington Sessions (28 de diciembre de 1896 – 16 de marzo de 1985) fue un compositor, crítico y profesor de música estadounidense.

## Trayectoria como compositor y docente
Nacido en Brooklyn, Nueva York, Sessions estudió música desde los catorce años en la Universidad de Harvard. Una vez graduado a los dieciocho, continuó sus estudios en la Universidad de Yale con Horatio Parker y Ernest Bloch, antes de enseñar en el Smith College. Con la excepción, sobre todo, de su música incidental a la obra The Black Maskers, compuesta en parte en Cleveland en 1923, sus primera obras importantes fueron compuestas en su viaje a Europa, a finales de los años veinte y comienzos de treinta del siglo XX.
Volvió a los Estados Unidos en 1933, enseñó primero en la Universidad de Princeton (desde 1936), se trasladó a la Universidad de California, Berkeley, donde enseñó desde 1945 hasta 1953, y luego regresó a Princeton hasta su jubilación en 1965. Fue elegido Miembro de la Academia Americana de Artes y Ciencias en 1961. Fue nombrado profesor Bloch en Berkeley (1966-67), y dio las conferencias Charles Eliot Norton en la Universidad de Harvard en 1968-69. Continuó enseñando a tiempo parcial en la Juilliard School desde 1966 hasta 1983. 
En 1968 Sessions fue galardonado con la Medalla Edward MacDowell por su destacada contribución a las artes por la Colonia MacDowell. Sessions ganó un Premio Pulitzer especial en 1974 citando "el trabajo de su vida como un compositor americano distinguido." En 1982 ganó el Premio Pulitzer anual para la Música para su Concierto para Orquesta, estrenado por la Orquesta Sinfónica de Boston el 23 de octubre de 1981.
Murió a la edad de 88 años en Princeton, Nueva Jersey.

## Estilo
Sus obras escritas hasta 1930 son más o menos de estilo neoclásico. Las escritas entre 1930 y 1940 son más o menos tonales pero armónicamente complejas. Las obras a partir de 1946 son atonales, como la Sonata para Violín Solo de 1953, aunque no siempre emplean la técnica vienesa de doce tonos. Sólo el primer movimiento y el trío del scherzo de la Sonata para Violín, por ejemplo, emplean estrictamente una serie de doce tonos, el resto emplea un estilo disonante serial. 
El método usual de Sessions era utilizar una serie para controlar el cromatismo completo y la cohesión motívico-intervalica que marca ya su música antes de 1953. Trata sus series con gran libertad, sin embargo, típicamente usando pares de acordes complementarios desordenados para proporcionar aspectos "armónicos", sin determinar la sucesión melódica nota por nota, o por el contrario utilizando la serie para suministrar material temático melódico mientras se componen libremente las partes subsidiarias.

## Alumnos destacados
- John Adams
- Jack Behrens
- Elmer Bernstein
- Robert Black
- Mark Brunswick
- Robert Cogan
- Richard Cumming
- Sir Peter Maxwell Davies
- David Del Tredici
- Edwin Dugger
- David Epstein
- Alan Fletcher
- Kenneth Frazelle
- Carlton Gamer
- Steven Gellman
- Miriam Gideon
- Walter Hekster
- Robert Helps
- Sydney Hodkinson
- Andrew Imbrie
- Grant Johannesen
- Earl Kim
- Leon Kirchner
- Jonathan Kramer
- Emanuel Leplin
- Fred Lerdahl
- David Lewin
- Donald Martino
- Richard Maxfield
- William Mayer
- Conlon Nancarrow
- Dika Newlin
- Roger Nixon
- Will Ogdon
- Claire Polin
- Stephen Pruslin
- Einojuhani Rautavaara
- Leonard Rosenman
- Frederic Rzewski
- Eric Salzman
- William Schimmel
- Richard St. Clair
- Roland Trogan
- Richard Aaker Trythall
- George Tsontakis
- John Veale
- Henry Weinberg
- Hugo Weisgall
- Peter Westergaard
- Rolv Yttrehus
- Ellen Taaffe Zwilich

## Catálogo de obras
| Año     | Obra | Tipo de obra                 | Duración |
| ------- | --- | ---------------------------- | -------- |
| 1924-26 | Praise Ye the Lord, de los Salmos CXLVII, CXLVIII y CL                                                     | Música coral                 | 03:30    |
| 1924-26 | Ah, Sinful Nation, del Salmo CXXX, para coro (SATB) y piano                                                | Música coral (piano)         | 07:00    |
| 1924-26 | Out of the Depths, de Isaías 1 y 2, para coro (SATB) y piano                                               | Música coral (piano)         | 04:30    |
| 1927    | Sinfonía n.º 1                                                                                             | Música orquestal (sinfonía)  | 18:00    |
| 1927/30 | Sonata para piano n.º 1                                                                                    | Música solista (piano)       | 15:00    |
| 1928    | Suite de "The Black Maskers", para orquesta                                                                | Música orquestal             | 22:00    |
| 1930    | Waltz for Brenda, para piano                                                                               | Música solista (piano)       | 04:00    |
| 1930    | On the Beach at Fontana, para soprano y piano                                                              | Música vocal (piano)         | -        |
| 1935    | Concierto de violín y orquesta                                                                             | Música orquestal (concierto) | 35:00    |
| 1935-39 | Four Pieces for Children, para piano                                                                       | Música solista (piano)       | -        |
| 1936    | Cuarteto de cuerda n.º 1                                                                                   | Música de cámara (cuarteto)  | 30:00    |
| 1937/40 | From my Diary, piano                                                                                       | Música solista (piano)       | 09:00    |
| 1938    | Chorale, para órgano                                                                                       | Música solista (órgano)      | -        |
| 1939    | Pages form a Diary, para piano                                                                             | Música solista (piano)       | -        |
| 1942    | Dúo para violín y piano                                                                                    | Música instrumental (dúo)    | 15:00    |
| 1943    | Turn, O Libertad, para coro mixto y orquesta                                                               | Música coral (orquesta)      | 04:00    |
| 1946    | Sonata para piano n.º 2                                                                                    | Música solista (piano)       | 13:00    |
| 1946/47 | Sinfonía n.º 2                                                                                             | Música orquestal (sinfonía)  | 25:00    |
| 1947    | The Trial of Lucullus, ópera en un acto                                                                    | Música de ópera              | -        |
| 1951    | Cuarteto de cuerda n.º 2                                                                                   | Música de cámara (cuarteto)  | 24:00    |
| 1953    | Sonata para violín solo                                                                                    | Música solista (violín)      | 33:00    |
| 1954    | Idyll of Theocritus. Monodrama                                                                             | Música de ópera              | 42:00    |
| 1956    | Concierto de piano y orquesta                                                                              | Música orquestal (concierto) | 18:00    |
| 1956    | Mass, para coro al unísono y órgano                                                                        | Música vocal (órgano)        | 15:00    |
| 1956    | Concierto de piano y orquesta                                                                              | Música orquestal (concierto) | 18:00    |
| 1957    | Sinfonía n.º 3                                                                                             | Música orquestal (sinfonía)  | 30:00    |
| 1958    | Sinfonía n.º 4                                                                                             | Música orquestal (sinfonía)  | 24:00    |
| 1958    | Quinteto de cuerda                                                                                         | Música de cámara (quinteto)  | 32:00    |
| 1959    | Divertimento, para orquesta                                                                                | Música orquestal             | 20:00    |
| 1963    | Moctezuma, ópera en tres actos                                                                             | Música de ópera              | 150:00   |
| -       | Suite de "Montezuma"                                                                                       | Música orquestal             | 15:00    |
| 1963    | Psalm 140, para soprano y orquesta                                                                         | Música vocal (orquesta)      | 08:00    |
| 1964    | Sinfonía n.º 5                                                                                             | Música orquestal (sinfonía)  | 18:00    |
| 1964/65 | Sonata para piano n.º 3                                                                                    | Música solista (piano)       | 21:00    |
| 1966    | Six Pieces, para violoncelo                                                                                | Música solista (violonchelo) | 12:00    |
| 1966    | Sinfonía n.º 6                                                                                             | Música orquestal (sinfonía)  | 18:00    |
| 1966/70 | Rhapsody, para orquesta                                                                                    | Música orquestal             | 12:00    |
| 1967    | Sinfonía n.º 7                                                                                             | Música orquestal (sinfonía)  | 23:00    |
| 1967/68 | Sinfonía n.º 8                                                                                             | Música orquestal (sinfonía)  | 14:00    |
| 1970/71 | Concierto para violín, violoncelo y orquesta                                                               | Música orquestal (concierto) | 20:00    |
| 1971    | When Lilacs Last in the Dooryard Bloom'd. Cantata para soprano, contralto, barítono, coro mixto y orquesta | Música vocal (cantata)       | 42:00    |
| 1971    | Canons, para cuarteto de cuerdas                                                                           | Música de cámara (cuarteto)  | -        |
| 1971    | Three Choruses on Biblical Texts, para SATB coro y orquesta                                                | Música vocal (orquesta)      | 15:00    |
| 1972    | Concertino, para orquesta de cámara                                                                        | Música orquestal (concierto) | 16:00    |
| 1974/75 | Five Pieces, para piano                                                                                    | Música solista (piano)       | 15:00    |
| 1977/78 | Waltz, para piano                                                                                          | Música solista (piano)       | 01:25    |
| 1978    | Sinfonía n.º 9                                                                                             | Música orquestal (sinfonía)  | 25:00    |
| 1981    | Concierto para orquesta (100 aniversario de la «Boston Symphony Orchestra»).                               | Música orquestal (concierto) | 15:00    |
| 1981    | Dúo para violín y violoncelo (incompleto, solo primer movimiento)                                          | Música instrumental (dúo)    | 10:00    |